# ماري كورنمان
ماري كورنمان (اسم ولادة: ماري أغنيس إيفانز)، (27 ديسمبر 1915 - 1 يونيو 1973)، هي ممثلة (طفل ممثل) أمريكية، كانت النجمة الرائدة في مسلسل «Our Gang» خلال عصر باثى Pathé الصامت. هي شقيقة الممثة ميلدريد كورنمان.

## روابط خارجية
ماري كورنمان على موقع IMDb (الإنجليزية)
- ماري كورنمان على موقع تيرنر كلاسيك موفيز (الإنجليزية)
- ماري كورنمان على موقع أول موفي (الإنجليزية)
- ماري كورنمان على موقع قاعدة بيانات الفيلم (الإنجليزية)